# Armadillo immotus
Armadillo immotus är en kräftdjursart som beskrevs av Gustav Budde-Lund 1904. Armadillo immotus ingår i släktet Armadillo och familjen Armadillidae. Inga underarter finns listade i Catalogue of Life.